# Shedfield
Shedfield – wieś w Anglii, w hrabstwie Hampshire, w dystrykcie Winchester. Leży 21 km na południowy wschód od miasta Winchester i 101 km na południowy zachód od Londynu. Miejscowość liczy 3914 mieszkańców.